# Saison 2020 de l'Inter Miami CF
Maillots
Chronologie
Saison suivante
La saison 2020 de l'Inter Miami est la première saison en Major League Soccer (D1 nord-américaine) de l'histoire du club. C'est la première fois depuis 2001 qu'une franchise de soccer basée dans la région métropolitaine de Miami dispute la MLS.

## Préparation d'avant-saison
La saison 2020 de l'Inter Miami débute officiellement le 20 janvier 2020 avec la reprise de l'entraînement à l'Inter Miami Training Complex,.

## Transferts
| Nom                | Nationalité | Poste     | Transfert | Provenance/Destination        | Division             |
| ------------------ | ----------- | --------- | --- | ----------------------------- | -------------------- |
| Arrivées           |             |           | |                               |                      |
| Julián Carranza    | Argentine   | Attaquant | Transfert | CA Banfield                   | Primera División     |
| Matías Pellegrini  | Argentine   | Milieu    | Transfert | Estudiantes de La Plata       | Primera División     |
| Christian Makoun   | Venezuela   | Défenseur | Transfert | Zamora FC                     | Primera División     |
| David Norman Jr.   | Canada      | Milieu    | Échange contre un choix de la SuperDraft 2022                                                                                    | Whitecaps de Vancouver        | Major League Soccer  |
| George Acosta      | États-Unis  | Milieu    | Fin de contrat (libre) | Bold d'Austin                 | USL Championship     |
| Victor Ulloa       | Mexique     | Milieu    | Échange contre 50 000 $ d'allocation générale, un choix 2e tour de la SuperDraft 2020 et 26e choix 1er tour de la Re-Entry Draft | FC Cincinnati                 | Major League Soccer  |
| Jay Chapman        | Canada      | Milieu    | Échange contre 100 000 $ d'allocation générale                                                                                   | Toronto FC                    | Major League Soccer  |
| Grant Lillard      | États-Unis  | Défenseur | Échange contre 75 000 $ d'allocation générale                                                                                    | Fire de Chicago               | Major League Soccer  |
| Jerome Kiesewetter | États-Unis  | Attaquant | Fin de contrat (libre) | Locomotive d'El Paso          | USL Championship     |
| Ben Sweat          | États-Unis  | Défenseur | 1er choix du repêchage d'expansion                                                                                               | New York City FC              | Major League Soccer  |
| Alvas Powell       | Jamaïque    | Défenseur | 3e choix du repêchage d'expansion                                                                                                | FC Cincinnati                 | Major League Soccer  |
| Lee Nguyen         | États-Unis  | Défenseur | 5e choix du repêchage d'expansion                                                                                                | Los Angeles FC                | Major League Soccer  |
| Luis Argudo        | États-Unis  | Milieu    | 7e choix du repêchage d'expansion                                                                                                | Crew de Columbus              | Major League Soccer  |
| Mikey Ambrose      | États-Unis  | Défenseur | 1er choix du Re-Entry Draft | Atlanta United                | Major League Soccer  |
| Luis Robles        | États-Unis  | Gardien   | Fin de contrat (libre) | Red Bulls de New York         | Major League Soccer  |
| A. J. DeLaGarza    | Guam        | Défenseur | Fin de contrat (libre) | Dynamo de Houston             | Major League Soccer  |
| John McCarthy      | États-Unis  | Gardien   | Fin de contrat (libre) | Rowdies de Tampa Bay          | USL Championship     |
| Drake Callender    | États-Unis  | Gardien   | Échange contre un choix 2e tour de la SuperDraft 2020 aux Earthquakes                                                            | Golden Bears de la Californie | NCAA                 |
| Denso Ulysse       | Haïti       | Défenseur | Fin de contrat (libre) | Defiance de Tacoma            | USL Championship     |
| Román Torres       | Panama      | Défenseur | Fin de contrat (libre) | Sounders de Seattle           | Major League Soccer  |
| Robbie Robinson    | États-Unis  | Attaquant | 1er choix de la SuperDraft | Tigers de Clemson             | NCAA                 |
| Dylan Nealis       | États-Unis  | Défenseur | 3e choix de la SuperDraft | Hoyas de Georgetown           | NCAA                 |
| Jorge Figal        | Argentine   | Attaquant | Transfert | CA Independiente              | Primera División     |
| Lewis Morgan       | Écosse      | Milieu    | Transfert | Celtic FC                     | Scottish Premiership |
| Andrés Reyes       | Colombie    | Défenseur | Prêt payant | Atlético Nacional             | Primera A            |
| Jairo Quinteros    | Bolivie     | Défenseur | Premier contrat professionnel | Valence CF                    | LaLiga               |
| Rodolfo Pizarro    | Mexique     | Milieu    | Transfert | CF Monterrey                  | Liga MX              |
| Blaise Matuidi     | France      | Milieu    | Fin de contrat (libre) | Juventus FC                   | Serie A              |
| Gonzalo Higuaín    | Argentine   | Attaquant | Fin de contrat (libre) | Juventus FC                   | Serie A              |
| Départs            |             |           | |                               |                      |
| Jairo Quinteros    | Bolivie     | Défenseur | Prêt | Club Bolívar                  | División Profesional |

## Compétitions
| Major League Soccer | Coupe des États-Unis | MLS is Back Tournament | Coupe MLS                 |
| ------------------- | -------------------- | ---------------------- | ------------------------- |
| 10e place 24 points | Annulée              | 0 points               | Eliminée par Nashville SC |
| 7V 3N 13D           | 0V 0N 0D             | 0V 0N 3D               | 0V 0N 1D                  |
| TOTAL : 7V 3N 17D   |                      |                        |                           |

### Major League Soccer

#### Classement
| Rang | Équipe                               | Pts       | J  | G  | N | P  | Bp | Bc | Diff |
| ---- | ------------------------------------ | --------- | -- | -- | - | -- | -- | -- | ---- |
| 1    | Union de Philadelphie                | 47 (2,04) | 23 | 14 | 5 | 4  | 44 | 20 | +24  |
| 2    | Toronto FC                           | 44 (1,91) | 23 | 13 | 5 | 6  | 33 | 26 | +7   |
| 3    | Crew de Columbus                     | 41 (1,78) | 23 | 12 | 5 | 6  | 36 | 21 | +15  |
| 4    | Orlando City SC                      | 41 (1,78) | 23 | 11 | 8 | 4  | 40 | 25 | +15  |
| 5    | New York City FC                     | 39 (1,70) | 23 | 12 | 3 | 8  | 37 | 25 | +12  |
| 6    | Red Bulls de New York                | 32 (1,39) | 23 | 9  | 5 | 9  | 29 | 31 | -2   |
| 7    | Nashville SC                         | 32 (1,39) | 23 | 8  | 8 | 7  | 24 | 22 | +2   |
| 8    | Revolution de la Nouvelle-Angleterre | 32 (1,39) | 23 | 8  | 8 | 7  | 26 | 25 | +1   |
| 9    | Impact de Montréal                   | 26 (1,13) | 23 | 8  | 2 | 13 | 33 | 43 | -10  |
| 10   | Inter Miami                          | 24 (1,04) | 23 | 7  | 3 | 13 | 25 | 35 | -10  |
| 11   | Fire de Chicago                      | 23 (1,00) | 23 | 5  | 8 | 10 | 33 | 39 | -6   |
| 12   | Atlanta United                       | 22 (0,96) | 23 | 6  | 4 | 13 | 23 | 30 | -7   |
| 13   | D.C. United                          | 21 (0,91) | 23 | 5  | 6 | 12 | 25 | 41 | -16  |
| 14   | FC Cincinnati                        | 16 (0,70) | 23 | 4  | 4 | 15 | 12 | 36 | -24  |

- Supporters' Shield et qualifications automatiques pour les séries éliminatoires et la Ligue des champions de la CONCACAF 2021
- Franchise directement qualifiée pour le premier tour des séries éliminatoires
- Qualification pour les barrages

#### TournoiMLS is Back
|   | Équipe                | Pts | J | G | N | P | BP | BC | Diff |
| 1 | Orlando City SC       | 7   | 3 | 2 | 1 | 0 | 6  | 3  | +3   |
| 2 | Union de Philadelphie | 7   | 3 | 2 | 1 | 0 | 4  | 2  | +2   |
| 3 | New York City FC      | 3   | 3 | 1 | 0 | 2 | 2  | 4  | -2   |
| 4 | Inter Miami           | 0   | 3 | 0 | 0 | 3 | 2  | 5  | -3   |

## Joueurs et encadrement technique

### Joueurs prêtés
| N° | Nat. | Nom             | Club en prêt | Compétition          | Championnat | Championnat | Championnat    | Compétition continentale | Compétition continentale | Compétition continentale | Coupes nationales | Coupes nationales | Coupes nationales | Total | Total       | Total          |
| N° | Nat. | Nom             | Club en prêt | Compétition          | MJ          | But inscrit | Passe décisive | MJ                       | But inscrit              | Passe décisive           | MJ                | But inscrit       | Passe décisive    | MJ    | But inscrit | Passe décisive |
| -- | ---- | --------------- | ------------ | -------------------- | ----------- | ----------- | -------------- | ------------------------ | ------------------------ | ------------------------ | ----------------- | ----------------- | ----------------- | ----- | ----------- | -------------- |
| 0  |      | Jairo Quinteros | Club Bolívar | División Profesional | 0           | 0           | 0              | 0                        | 0                        | 0                        | -                 | -                 | -                 | 0     | 0           | 0              |

## Statistiques

### Statistiques collectives
| Compétition          | Débute au tour | Termine | Matches joués | Gagnés | Nuls | Perdus | Buts pour | Buts contre | Différence |
| -------------------- | -------------- | ------- | ------------- | ------ | ---- | ------ | --------- | ----------- | ---------- |
| Major League Soccer  | —              | —       | 1             | 0      | 0    | 1      | 0         | 1           | -1         |
| Coupe des États-Unis | Troisième tour | -       | 0             | 0      | 0    | 0      | 0         | 0           | 0          |
| Total                | —              | —       | 0             | 0      | 0    | 0      | 0         | 0           | 0          |